# Lista de senadores do Brasil da 1.ª legislatura
Esta é a lista de senadores do Brasil da 1.ª legislatura do Congresso Nacional. Inclui-se o nome civil dos parlamentares, o partido ao qual eram filiados na data da posse, sua unidade federativa de origem, bem como outras informações. Esta legislatura do Senado Federal durou de 1826 até 1829.

## Presidentes
| Nome do senador | Nome do senador                                       | Imagem | Início do mandato | Fim do mandato | Partido | Origem                 | Referências |
| --------------- | ----------------------------------------------------- | ------ | ----------------- | -------------- | ------- | ---------------------- | ----------- |
|                 | José Egídio Álvares de Almeida Marquês de Santo Amaro |        | 1826              | 1827           | Nenhum  | Província da Bahia     | [ 2 ] [ 3 ] |
|                 | José Caetano da Silva Coutinho Bispo Capelão-Mór      |        | 1827              | 1832           | Nenhum  | Província de São Paulo | [ 2 ] [ 4 ] |

## Senadores
|                                             | Nome                                                                          | Início de mandato    | Fim de mandato       | Obs.                                              |                      |
| Província de Alagoas                        | Província de Alagoas                                                          | Província de Alagoas | Província de Alagoas | Província de Alagoas                              | Província de Alagoas |
| ------------------------------------------- | ----------------------------------------------------------------------------- | -------------------- | -------------------- | ------------------------------------------------- | -------------------- |
|                                             | Dom Nuno Eugênio Lóssio e Seiblitz                                            | 1826                 | 1843                 |                                                   |                      |
|                                             | Marquês de Barbacena I (Felisberto Caldeira Brant Pontes de Oliveira Horta)   | 1826                 | 1841                 |                                                   |                      |
| Província da Bahia                          |                                                                               |                      |                      |                                                   |                      |
|                                             | Carneiro de Campos (Francisco Carneiro de Campos)                             | 1826                 | 1841                 |                                                   |                      |
|                                             | Cunha e Menezes (Manuel Ignácio da Cunha e Menezes)                           | 1829                 | 1850                 |                                                   |                      |
|                                             | Duque Estrada (Luiz Joaquim Duque Estrada Furtado de Mendonça)                | 1827                 | 1834                 |                                                   |                      |
|                                             | Marquês de Caravalas (José Joaquim Carneiro de Campos)                        | 1826                 | 1836                 |                                                   |                      |
|                                             | Marquês de Nazaré (Clemente Ferreira França)                                  | 1826                 | 1827                 |                                                   |                      |
|                                             | Visconde de Cayru (José da Silva Lisboa)                                      | 1826                 | 1835                 |                                                   |                      |
| Província da Cisplatina                     |                                                                               |                      |                      |                                                   |                      |
|                                             | D. Dámaso Antonio Larrañaga                                                   | 1826                 | 1828                 |                                                   | [ 5 ]                |
| Província do Ceará                          |                                                                               |                      |                      |                                                   |                      |
|                                             | Costa Barros (Pedro José da Costa Barros)                                     | 1827                 | 1839                 |                                                   |                      |
|                                             | João Antônio Rodrigues de Carvalho                                            | 1826                 | 1835                 |                                                   |                      |
|                                             | Marquês de Aracati (João Carlos Augusto de Oyenhausen-Gravenburg)             | 1826                 | 1831                 |                                                   |                      |
|                                             | Marquês de Lages (João Vieira de Carvalho)                                    | 1829                 | 1847                 | Conservador                                       |                      |
| Província do Espírito Santo                 |                                                                               |                      |                      |                                                   |                      |
|                                             | Santos Pinto (Francisco dos Santos Pinto)                                     | 1826                 | 1836                 |                                                   |                      |
| Província de Goiás                          |                                                                               |                      |                      |                                                   |                      |
|                                             | Marquês de Jacarepaguá (Francisco Maria Gordilho Veloso de Barbuda)           | 1826                 | 1836                 |                                                   |                      |
| Província do Maranhão                       |                                                                               |                      |                      |                                                   |                      |
|                                             | Almeida e Silva (Patrício José de Almeida e Silva)                            | 1826                 | 1847                 |                                                   |                      |
|                                             | Visconde de Alcântara (João Inácio da Cunha)                                  | 1826                 | 1833                 |                                                   |                      |
| Província de Mato Grosso                    |                                                                               |                      |                      |                                                   |                      |
|                                             | José Saturnino da Costa Pereira                                               | 1828                 | 1852                 |                                                   |                      |
|                                             | Marquês de Vila Real da Praia Grande (Caetano Pinto de Miranda Montenegro)    | 1826                 | 1827                 |                                                   |                      |
| Província de Minas Gerais                   |                                                                               |                      |                      |                                                   |                      |
|                                             | Antonio Augusto Monteiro de Barros                                            | 1826                 | 1841                 |                                                   |                      |
|                                             | Antônio Gonçalves Gomide                                                      | 1826                 | 1835                 |                                                   |                      |
|                                             | Jacinto Furtado de Mendonça                                                   | 1826                 | 1833                 |                                                   |                      |
|                                             | João Evangelista de Faria Lobato                                              | 1826                 | 1846                 |                                                   |                      |
|                                             | João Gomes da Silveira Mendonça                                               | 1826                 | 1827                 |                                                   |                      |
|                                             | Manuel Ferreira da Câmara (Manuel Ferreira da Câmara Bittencourt Aguiar e Sá) | 1827                 | 1835                 |                                                   |                      |
|                                             | Marquês de Valença (Estevão Ribeiro de Rezende)                               | 1826                 | 1856                 |                                                   |                      |
|                                             | Monteiro de Barros (Marcos Antônio Monteiro de Barros)                        | 1826                 | 1852                 |                                                   |                      |
|                                             | Nogueira da Gama (Manuel Jacinto Nogueira da Gama)                            | 1826                 | 1847                 |                                                   |                      |
|                                             | Sebastião Luiz Tinoco da Silva                                                | 1826                 | 1839                 |                                                   |                      |
|                                             | Vergueiro (Nicolau Pereira de Campos Vergueiro)                               | 1828                 | 1859                 |                                                   |                      |
|                                             | Visconde de Caeté (José Teixeira da Fonseca Vasconcellos)                     | 1826                 | 1837                 |                                                   |                      |
| Província do Grão-Pará                      |                                                                               |                      |                      |                                                   |                      |
|                                             | Nabuco de Araújo (José Joaquim Nabuco de Araújo)                              | 1826                 | 1837                 |                                                   |                      |
| Província da Paraíba                        |                                                                               |                      |                      |                                                   |                      |
|                                             | Carneiro da Cunha (Estevão José Carneiro da Cunha)                            | 1826                 | 1832                 |                                                   |                      |
|                                             | Marquês de Queluz (João Severiano Maciel da Costa)                            | 1826                 | 1833                 |                                                   |                      |
| Província de Pernambuco                     |                                                                               |                      |                      |                                                   |                      |
|                                             | Almeida e Albuquerque (Manoel Caetano de Almeida e Albuquerque)               | 1826                 | 1844                 |                                                   |                      |
|                                             | Barroso Pereira (Bento Barroso Pereira)                                       | 1826                 | 1837                 |                                                   |                      |
|                                             | Borges (José Inácio Borges)                                                   | 1826                 | 1838                 |                                                   |                      |
|                                             | José Joaquim de Carvalho                                                      | 1826                 | 1837                 |                                                   |                      |
|                                             | Mayrink (José Carlos Mayrink da Silva Ferrão)                                 | 1826                 | 1846                 |                                                   |                      |
| Província do Piauí                          |                                                                               |                      |                      |                                                   |                      |
|                                             | Barão de Monte Santo I (Luiz José de Oliveira Mendes)                         | 1826                 | 1851                 |                                                   |                      |
|                                             | Marquês de Inhambupe (Antônio Luíz Pereira da Cunha)                          | 1826                 | 1837                 |                                                   |                      |
| Província do Rio de Janeiro                 |                                                                               |                      |                      |                                                   |                      |
|                                             | Aguiar (José Caetano Ferreira de Aguiar)                                      | 1826                 | 1836                 |                                                   |                      |
|                                             | Marquês de Maricá (Mariano José Pereira da Fonseca)                           | 1826                 | 1848                 |                                                   |                      |
|                                             | Marquês de Paranaguá (Francisco Vilela Barbosa)                               | 1826                 | 1846                 |                                                   |                      |
|                                             | Marquês de Santo Amaro (José Egídio Álvares de Almeida)                       | 1826                 | 1832                 | Primeiro presidente do Senado, entre 1826 e 1827. |                      |
| Província do Rio Grande do Norte            |                                                                               |                      |                      |                                                   |                      |
|                                             | Affonso de Albuquerque Maranhão                                               | 1826                 | 1836                 |                                                   |                      |
| Província de São Pedro do Rio Grande do Sul |                                                                               |                      |                      |                                                   |                      |
|                                             | Antônio Vieira da Soledade                                                    | 1826                 | 1836                 |                                                   |                      |
| Província de Santa Catarina                 |                                                                               |                      |                      |                                                   |                      |
|                                             | Rodrigues de Andrade (Lourenço Rodrigues de Andrade)                          | 1826                 | 1844                 |                                                   |                      |
| Província de São Paulo                      |                                                                               |                      |                      |                                                   |                      |
|                                             | Bispo Capelão-Mór (José Caetano da Silva Coutinho)                            | 1826                 | 1833                 | Presidente do Senado de 1827 até 1832.            |                      |
|                                             | Fernandes Pinheiro (José Feliciano Fernandes Pinheiro)                        | 1826                 | 1847                 |                                                   |                      |
|                                             | Marquês de São João de Palma (Francisco de Assis Mascarenhas)                 | 1826                 | 1843                 |                                                   |                      |
|                                             | Visconde de Congonhas do Campo (Lucas Antônio Monteiro de Barros)             | 1826                 | 1851                 |                                                   |                      |
| Província de Sergipe                        |                                                                               |                      |                      |                                                   |                      |
|                                             | Matta Bacellar (José Teixeira da Matta Bacellar)                              | 1826                 | 1838                 |                                                   |                      |